# Campeonato Paulista 1934
In 1934 werd het 33ste Campeonato Paulista gespeeld voor clubs uit de Braziliaanse staat São Paulo. De competitie werd gespeeld van 25 maart tot 16 september. Palestra Itália werd kampioen. 

## Eindstand
| Plaats | Club            | Wed. | W  | G | V  | Saldo | Ptn. |
| ------ | --------------- | ---- | -- | - | -- | ----- | ---- |
| 1.     | Palestra Itália | 14   | 12 | 1 | 1  | 45:8  | 25   |
| 2.     | São Paulo       | 14   | 10 | 3 | 1  | 34:12 | 23   |
| 3.     | Portuguesa      | 14   | 8  | 2 | 4  | 41:16 | 18   |
| 4.     | Corinthians     | 14   | 7  | 3 | 4  | 30:15 | 17   |
| 5.     | Santos          | 14   | 5  | 3 | 6  | 22:27 | 13   |
| 6.     | Ypiranga        | 14   | 3  | 2 | 9  | 21:42 | 8    |
| 7.     | Paulista        | 14   | 2  | 2 | 10 | 15:41 | 6    |
| 8.     | Sírio           | 14   | 1  | 0 | 13 | 10:57 | 2    |

|  | Kampioen |

### Kampioen
| Campeonato Paulista de 1934         |
| São Paulo                           |
| ----------------------------------- |
| PALESTRA ITÁLIA Kampioen (6° titel) |

## Topschutter
| Speler            | Speler | Goals | Club            |
| ----------------- | ------ | ----- | --------------- |
| Vlag van Brazilië | Romeu  | 13    | Palestra Itália |